# Glass Towers
Glass Towers son una banda de indie rock australiana con sede en Sídney, Nueva Gales del Sur. La banda está compuesta por el vocalista y guitarrista Benjamin Hannam y el baterista Daniel Muszynski quien conoció en una clase de música en Alstonville High School en 2008, Glass Towers su álbum debut "Halcyon Days" fue lanzado en Australia y Nueva Zelanda, el 5 de julio de 2013, y puesto en libertad en los Estados Unidos. el 17 de junio de 2014 Halcyon Days fue recibido con críticas muy positivas, incluyendo un 4 de 5 y "álbum de la semana" Nota de Drum Media, una Triple J ranura función de álbum codiciado y ganó las nominaciones de la banda en el 2014 Rolling Stone Australia Premios a Soltero del Año y mejor Nuevo Talento. "Halcyon Days" debutó en el 42 en la tabla de ARIA Album. 
La banda se firma actualmente en Australia con "Hub The Label" y con "Inertia Records". En América del Norte con "Dine Alone" y en Japón con ThisTime Records.

## Historia
La banda se formó en el verano de 2008 en torno al proyecto de grabación dormitorio de Benjamin Hannam, cada uno de los miembros de la banda asistió a la misma escuela secundaria y habían estado en diferentes bandas juntos durante toda su educación. En 2009 después de haber participado sólo un par de shows se llamó a la banda para tocar Splendour In The Grass. Se les dio la apertura del festival tocando el escenario principal el 22 de julio. 
Durante el año 2010 la banda tuvo canciones presentadas en el programa de Unearthed Triple J de la ABC, y fueron anunciados como finalistas en el 2010 JJJ Unearthed Alta Competición. En julio de 2010 grabaron su primer EP en los estudios 301 en Byron Bay con el productor Wayne Connolly y el mezclador Paul McKercher. Esto fue puesto en libertad el 26 de agosto de 2011 titulado "What We Were, When We Were".
En febrero de 2012 la banda lanzó "Jumanji", el primer sencillo de su segundo EP entonces inédita "Collarbone Jungle". La canción fue inmediatamente añadido a la alta rotación en Triple J y permanecer en el top 20 más tocada en la tabla de Triple J durante varios meses y en horas pico como el cuarto tema más tocado en Triple J para la semana que terminó el 25 de febrero de 2012. 
El tercero 'Halcyon' sencillo de la banda fue lanzado en junio y ha recibido una cantidad pesada de la rotación en Triple J. 
La banda apoyó a The Kooks y Maximo Park en sus respectivas giras de Australia 2013 antes de tocar en el "The Great Escape Festival" de Brighton, Reino Unido. Así como un recorrido por el Reino Unido y Japón en mayo. 
La banda grabó su álbum debut "Halcyon Days" con el productor Jean-Paul Fung que fue lanzado en Australia y Nueva Zelanda, el 5 de julio de 2013 El álbum fue galardonado con el Triple J mancha función de álbum codiciado para la semana que comienza el 1 de julio de 2013 la revista Rolling Stone le dio al álbum un 4 sobre 5, así como los proclamó un "Band To Watch". El álbum debutó en el número 42 en la lista de álbumes ARIA. 
En agosto de 2013, la banda se embarcó en una gira nacional titular completamente vendido en apoyo de su álbum debut "Halcyon Days".
La banda esta en gira por Norteamérica en marzo de 2014 en todo Estados Unidos y Canadá. 
El 17 de junio de 2014, la banda lanzó su álbum debut "Halcyon Days" en América del Norte y el resto del mundo a través de Dine Alone Records.

## Miembros
- Benjamin Hannam - (Vocalista, Guitarra, Piano, Teclado)
- Daniel Muszynski - (Baterista, Percusiones)

## Discografía

### Álbumes
| Año  | Título       | Discográfica                                    |
| ---- | ------------ | ----------------------------------------------- |
| 2013 | Halcyon Days | Hub The Label/Inertia Records, Thistime Records |

| Año  | Título       | Discográfica       |
| ---- | ------------ | ------------------ |
| 2014 | Halcyon Days | Dine Alone Records |

### EPs
| Año  | Título                     | Discográfica                            |
| ---- | -------------------------- | --------------------------------------- |
| 2011 | What We Were, When We Were | Sony Music Entertainment Australia      |
| 2012 | Collarbone Jungle          | Hub The Label/Inertia, Thistime Records |
| 2014 | Collarbone Jungle          | Dine Alone Records                      |

### Sencillos
| Año  | Sencillo  | Álbum                           |
| ---- | --------- | ------------------------------- |
| 2012 | "Jumanji" | Collarbone Jungle, Halcyon Days |
| 2012 | "Tonight" | Collarbone Jungle, Halcyon Days |
| 2013 | "Halcyon" | Halcyon Days                    |

- Datos: Q5567086